# Victoriano Lorenzo
Victoriano Lorenzo Troya (àrea rural de Penonomé, província de Coclé, Estat Sobirà de Panamà, Estats Units de Colòmbia, 1867 - Panamà, departament de Panamà, Colòmbia, 15 de maig de 1903) va ser un líder indígena i general revolucionari colombià. La seva participació en la Guerra dels Mil Dies (1899-1902) va tenir una forta influència a l'istme de Panamà, lluitant contra les injustícies que cometien les autoritats conservadores en contra dels istmencs i per això se'l considera com un cabdill i heroi nacional de Panamà.

## Primers anys
Van ser els seus pares María Pascuala Troia i Rosa Lorenzo, qui va ser governador únic de tots els indígenes del nord de Coclé (avui part del districte de Capira). Encara que Victoriano no va tenir possibilitat d'assistir a una escola, va aprendre a llegir i a escriure amb el sacerdot jesuïta Antonio Jiménez, de Capira. En 1889 va ser nomenat corregidor d'El Cacao, on vivia amb els seus familiars, per l'alcalde de Penonomé. El 8 de juliol de 1890 va contreure matrimoni amb María Lorenza Morán.

## Presoner
El 29 de desembre de 1890 i el 27 d'abril de 1891 Lorenzo va denunciar formalment al corregidor Pedro de Hoyos, nomenat per l'alcalde de Capira, per l'injust i arbitrari cobrament de delmes i primícies a la comunitat indígena de Trinidad. Hoyos va atacar Lorenzo amb ànim de matar-lo, per la qual cosa aquest, en defensa pròpia, va matar Hoyos. Victoriano es va presentar a les autoritats i va ser detingut en la presó de Penonomé. Després va ser condemnat a 9 anys de presó i reclòs en els Cellers de Chiriquí on complien penes delinqüents perillosos. Per la seva intel·ligència es va exercir com a auxiliar, passant a ser secretari d'oficials. Es va fer sastre, barber i va llegir sobre les lleis.

## Líder comunal
De tornada al seu poble, va escriure al vicepresident de la República un memorial on assenyalava que des de feia alguns anys als indígenes els obligaven "a pagar el treball personal subsidiant a les autoritats de Penonomé en un treball d'un port nou... un negoci per als amos de vaixells i per als comerciants", i perquè s'oposaven a aquests treballs eren obligats "forçosament amb guàrdies de Policia". En conseqüència, li va demanar que se'ls alliberés del treball forçat, se li reintegressin les garanties de què abans gaudien i se'ls nomenés un "nou governador d'indígenes". Lorenzo va ser secretari del governador del Cabildo Indígena i a poc a poc es va convertir en el dirigent més apreciat.

## Guerra dels Mil Dies

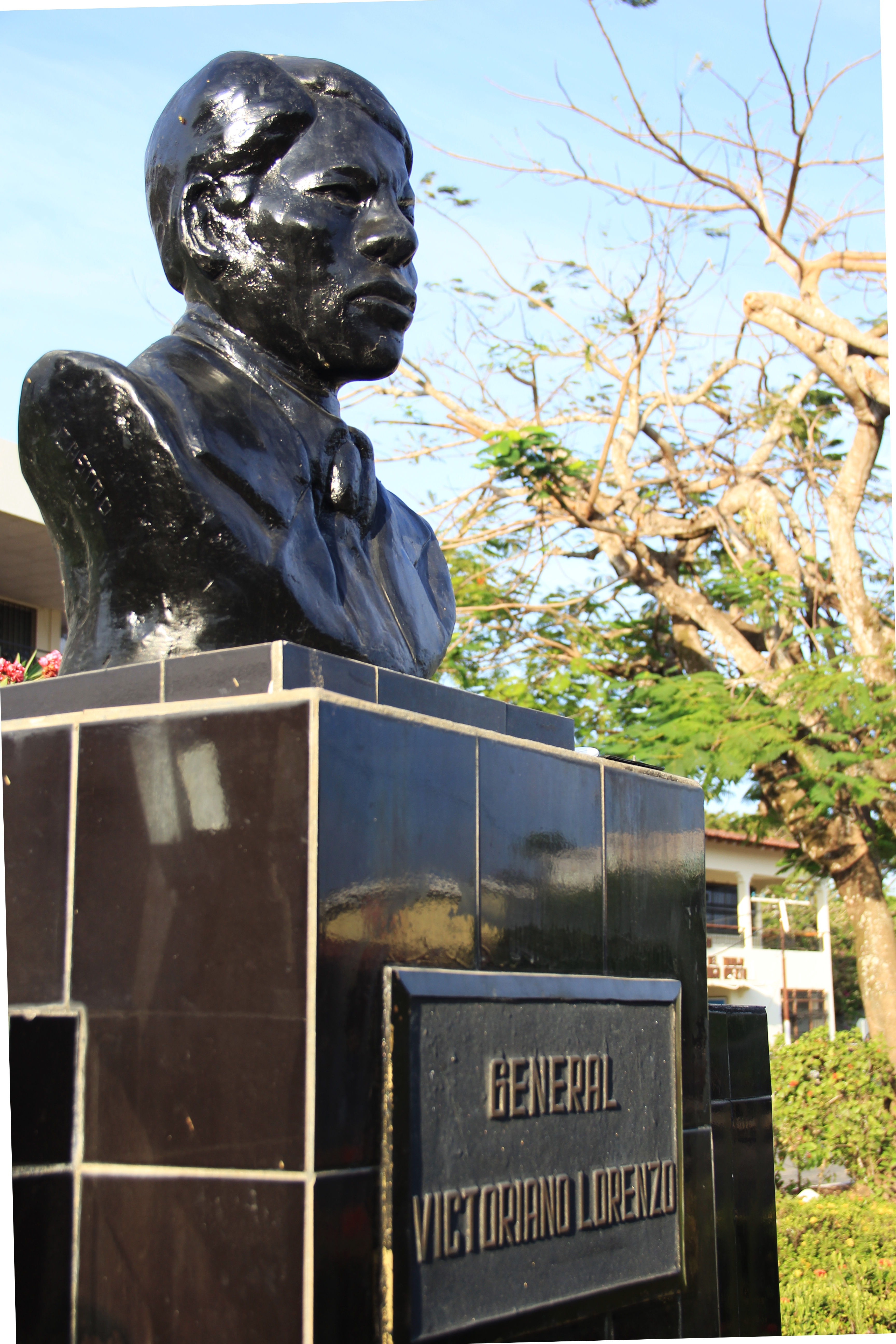
Bust de Victoriano Lorenzo a Penonomé.

Davant les injustícies i iniquitats comeses pels gamonales locals contra la població indígena, en 1900 va fer costat al bàndol liberal contra el govern central conservador en la Guerra dels Mil Dies que es va estendre per tota Colòmbia. Al principi ell i la seva comunitat van ser solament col·laboradors.
Però en ser derrotats els liberals al juliol de 1900, en la batalla del Pont de Calidonia, Victoriano es va encarregar d'amagar les armes que els rebels van aconseguir conservar.
Les tropes del govern es van mobilitzar després dels indígenes que tractaven d'ocultar les armes liberals i el caseriu del Cacao va ser arrasat i cremat per una patrulla conservadora, comandada pel coronel Pedro Sotomayor, a l'octubre de 1900. A partir del 29 d'octubre de 1900, Victoriano i la seva gent es van convertir en muntanyencs, guerrillers reeixits i van obligar l'exèrcit oficial a fugir de Penonomé. Van ocupar Penonomé el 10 d'octubre de 1901, totes les botigues van ser requisades i aprofitats els seus articles per les tropes guerrilleres. Les tropes liberals es van unir llavors als guerrillers que obtenien èxit rere èxit.
Victoriano va ser nomenat General de Divisió de les tropes liberals que, a partir d'aquest moment, solament van collir victòries. Va desfermar la rebel·lió dels aborígens lluitant per terra i llibertat. La influència que exercia entre els indígenes li van convertir en el cap més perillós de la rebel·lió, perquè atreia cada vegada més cap a les seves files a la resta dels desheretats.

## Execució

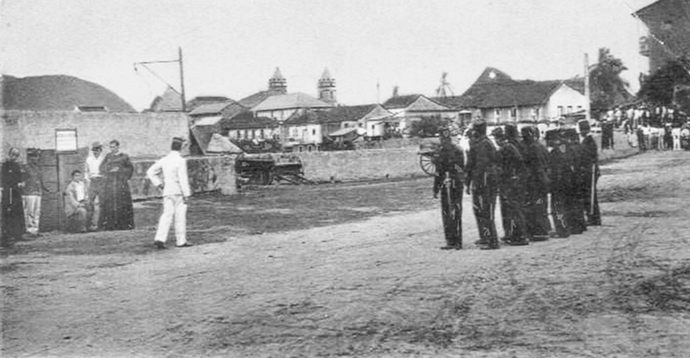
Afusellament de Victoriano Lorenzo al Baluart de Chiriquí.

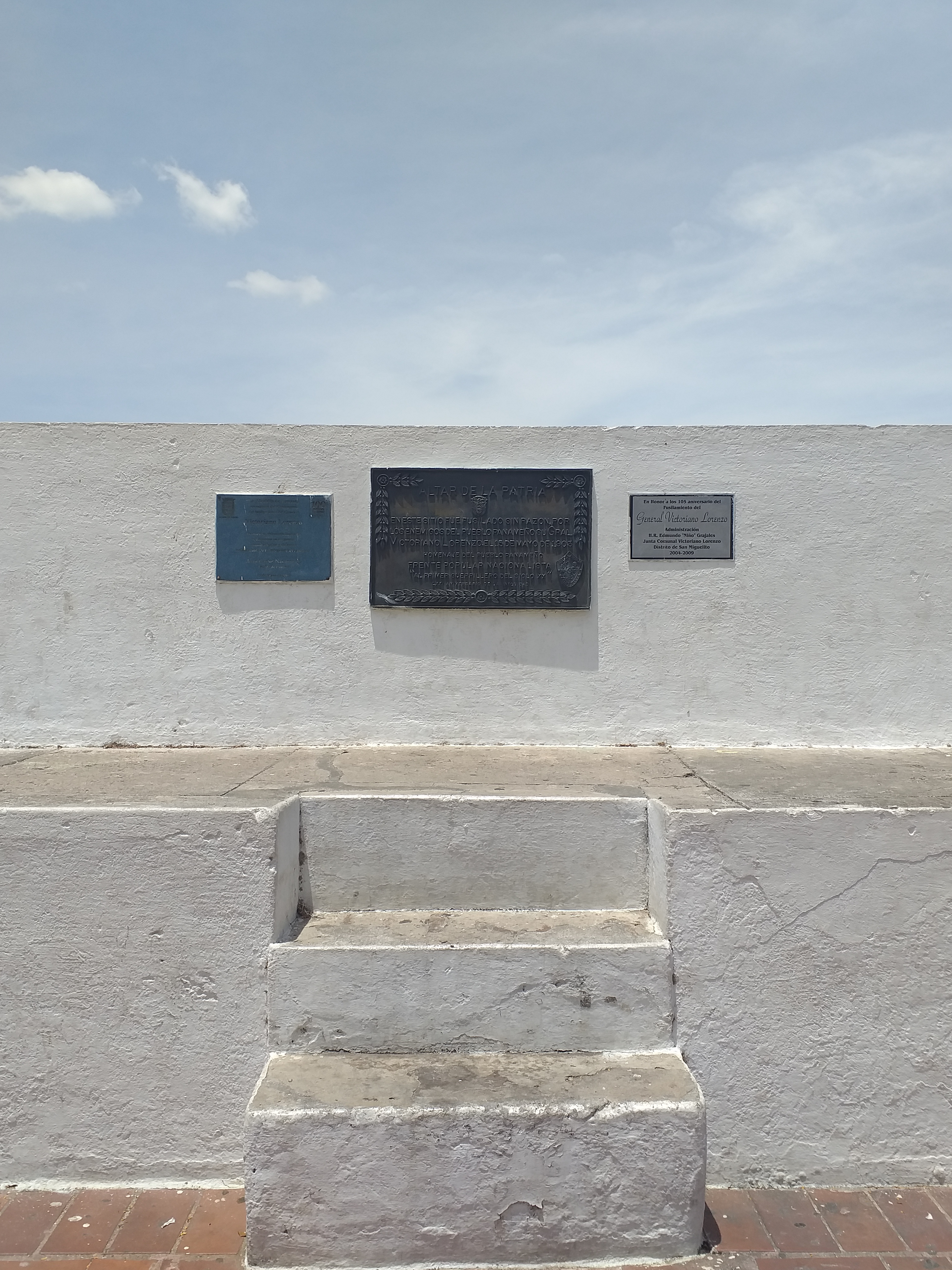
Plaques commemoratives a Victoriano Lorenzo al patíbul de la muralla de Panamà, on es va produir l'afusellament.

El 24 d'octubre de 1902 conservadors i liberals van signar el pacte de la hisenda "Neerlandia". El tractat de pau definitiu es va signar el 21 de novembre, a bord del cuirassat estatunidenc USS Wisconsin. El 28 de novembre van capturar a Victoriano, que estava desarmat, amb l'argument que havia manifestat que no compartia l'acord i prendria de nou les armes. El líder va intentar escapolir-se en Nit de Nadal, però va ser recapturat a les poques hores. El govern colombià, temorós que el guerriller panameny fos posat en llibertat, va decidir que anés condemnat a mort, presentant-ho com un malfactor.
El 13 de maig de 1903 el general Pedro Sicard Briceño, comandant militar de Panamà i Bolívar, va arribar a la capital de l'istme procedent de Bogotà. L'endemà, Sicard Briceño va ordenar que Lorenzo fos sotmès a un Consell de Guerra. A les 13.00 de tal dia, es van fixar els cartells reglamentaris anunciant el Consell. A les 14.00 es va instal·lar el Tribunal. Alguns jutges com José Segundo Ruiz eren enemics mortals i confessos de Victoriano Lorenzo. A les 8.30 del 15 de maig, ja estava dictada la sentència de mort. A les 17.00 es va complir la sentència. Entre la instal·lació del Consell de Guerra i l'afusellament, a penes van transcórrer 27 hores.
El 15 de maig de 1903, en la plaça de Chiriquí (avui plaça de Francia), va tenir lloc la seva execució. Victoriano es va posar dret, va pregar per la unitat de tots els colombians i va dir: Senyors, sentiu una paraula pública. Ja sabeu de qui és la paraula. Victoriano Lorenzo mor... a tots els perdono... Jo moro com va morir Jesucrist. Les autoritats es van negar a lliurar el seu cadàver als seus amics i familiars.
El 24 de juliol de 1903, el periodista José Sacrovir Mendoza va dedicar el número 85 d' El Lápiz, setmanari liberal editat a la ciutat de Panamà, a l'afusellament de Lorenzo. Quan el general José Vázquez Cobo, cap militar de la ciutat, es va assabentar de la publicació, va ordenar que aplanessin, destruïssin i segellessin la impremta. Mendoza, director d' El Lápiz, fou colpejat brutalment.
Victoriano Lorenzo és considerat heroi nacional de Panamà. El 30 de gener de 1966 l'Assemblea Nacional de Panamà va declarar injusta l'execució del general Victoriano Lorenzo i el va presentar com un autèntic dirigent popular.